# Tolfa
Tolfa település Olaszországban, Lazio régióban, Róma megyében. Lakosainak száma 4761 fő (2023. január 1.). Tolfa Allumiere, Blera, Bracciano, Canale Monterano, Cerveteri, Monte Romano, Santa Marinella, Tarquinia, Vejano és Manziana községekkel határos.

## Népesség
A település lakossága az elmúlt években az alábbi módon változott:
| Lakosok száma | 5074 | 5006 | 4761 |
|               | 2017 | 2018 | 2023 |